# 나무를 심은 사람 (영화)
나무를 심은 사람(The Man Who Planted Trees, L' Homme Qui Plantait Des Arbres)은 캐나다에서 제작된 프레데릭 백 감독의 1987년 애니메이션, 가족, 판타지 영화이다. 필립 느와레 등이 주연으로 출연하였고 프레드릭 백 등이 제작에 참여하였다.

## 출연

### 주연
- 필립 느와레
- 크리스토퍼 플러머